# Râul Muncel, Bistricioara
Râul Muncel este un curs de apă, afluent al râului Bistricioara.